# D'Lo Brown
Accie Julius Conner (Burlington (New Jersey), 22 oktober 1970), beter bekend als D'Lo Brown, is een Amerikaans halftijds professioneel worstelaar die werkzaam is bij Total Nonstop Action Wrestling als road agent.
Hij is vooral bekend van zijn tijd bij World Wrestling Entertainment, van 1997 tot 2003, waar hij vier keer het WWF European Championship en een keer het WWF Intercontinental Championship veroverde.

## In het worstelen
- Finishers
  - Lo Down
  - Sky High
- Signature moves
  - Leg drop
  - Running sitout powerbomb
  - Shining Impact
- Managers
  - Ivory
  - Tiger Ali Singh
  - Theodore Long
- Opkomstnummers
  - "Danger at the Door" van Jim Johnston (WWF/E)
  - "The Real Deal" van Jim Johnston (WWE)
  - "D'Lo Fest" van Dale Oliver (TNA)
  - "Deadman's Hand (Instrumental)" van Dale Oliver (17 maart 2013 - heden)

## Prestaties
- Backed Against The Wall Wrestling
  - BAW Championship (1 keer)
- Border City Wrestling
  - BCW Can–Am Heavyweight Championship (2 keer)
- Cleveland All–Pro Wrestling
  - CAPW North American Championship (1 keer)
- Global Wrestling Alliance
  - GWA Heavyweight Championship (2 keer)
- Great Lakes Wrestling
  - GLW Heavyweight Championship (1 keer)
- Heartland Wrestling Association
  - HWA Heavyweight Championship (2 keer)
- International Wrestling Association
  - IWA World Tag Team Championship (1 keer met Glamour Boy Shane)
- Irish Whip Wrestling
  - IWW International Heavyweight Championship (1 keer)
- New Era Pro Wrestling
  - NEPW Heavyweight Championship (1 keer)
- Pro Wrestling NOAH
  - GHC Tag Team Championship (1 keer met Buchanan)
  - Global Tag League Technique Prize (2008, 2009) - met Buchanan
- Total Nonstop Action Wrestling
  - NWA World Tag Team Championship (1 keer met Gran Apolo)
- USA Xtreme Wrestling
  - UXW Heavyweight Championship (1 keer)
- World Wrestling Federation
  - WWF European Championship (4 keer)
  - WWF Intercontinental Championship (1 keer)